# محمدية (تيران وكرون)
محمدية هي قرية في مقاطعة تيران وكرون، إيران. عدد سكان هذه القرية هو 1,154 في سنة 2006.